# Пайпс, Ленора
Ленора Пайпс (англ. Lenore Pipes, род. 1 ноября 1985, Талофофо, Гуам) — гуамская шоссейная велогонщица.

## Биография
Ленор закончила бакалавриат по биологии и антропологии в Суортмор-колледже (Пенсильвания). Затем она получила докторскую степень в области вычислительной биологии в Корнеллском университете. В настоящее время она является научным сотрудником с докторской степенью в Калифорнийском университете в Беркли.

## Карьера
Участница чемпионата мира (2012 и 2015 годов) и чемпионата Океании.
В 2012 году заняла второе место на чемпионате Гуама в групповой гонке и стала третьей на Туре Гуама.
Выступала на североамериканских и европейских гонках. В частности на таких как La Madrid Challenge by La Vuelta и Ле-Самен. В 2016 году входила в состав команды BePink.

## Достижения
2012
2-я на Чемпионат Гуама — групповая гонка
3-я на Тур Гуама
2013
6-я на Grand Prix Cycliste de Gatineau
2014
10-я на Winston-Salem Criterium
2015
7-я на Delta Road Race
8-я на Grand Prix Cycliste de Gatineau

## Рейтинги
| Год                 | 2012  | 2013  | 2014 | 2015  |
| ------------------- | ----- | ----- | ---- | ----- |
| Мировой рейтинг UCI | 315-й | 156-й | -    | 176-й |
|                     |       |       |      |       |
| Источник: UCI       |       |       |      |       |